# هایکو ماس
هایکو یوزف ماس (آلمانی: Heiko Josef Maas؛ زادهٔ ۱۹ سپتامبر ۱۹۶۶) سیاست‌مدار آلمانی است که وزیر امور خارجه کابینه چهارم آنگلا مرکل بود. ماس این سمت را از ۱۴ مارس ۲۰۱۸ تا ۸ دسامبر ۲۰۲۱ بر عهده داشت. او از ۱۷ دسامبر ۲۰۱۳ تا ۱۴ مارس ۲۰۱۸ وزیر وزارت دادگستری و حمایت از مصرف‌کنندگان آلمان بود. ماس عضو حزب سوسیال دموکرات می‌باشد.